# 鬼谷子 -聖なる謀-
『鬼谷子 -聖なる謀-』（きこくし せいなるはかりごと、原題：謀聖鬼谷子）は、2016年の中国のテレビドラマ。全52話。

## 概要
縦横家の張儀、蘇秦の師と言われる鬼谷子の生涯を描く中国歴史ドラマ。

## あらすじ
中国戦国時代。魏国宰相・王錯の遺児・王禅は、人目を忍んで生き延びていた。

## スタッフ
- 監督：クオ・パオチャン（中国語版）

## 登場人物・出演者
- 王禅：ドアン・イーホン（中国語版）

魏国宰相・王錯の遺児。本作の主人公。
- 史太皓：張志忠

王禅の養父。
- 姮娥：徐麒雯（中国語版）

史太皓の娘。
- 建于：祖鋒（中国語版）

王禅の学友。
- 魏王：房子斌

魏の恵王。
- 公子・卬（中国語版）：劉彦卿

魏王の弟。
- 楚王：ニー・ダーホン（中国語版）

楚の悼王。
- 呉起：鄭楚一

楚の将軍。
- 周の天子：方旭

周の顕王。
- 韓王：劉棟

韓の宣恵王。
- 今淑公主：戚薇（中国語版）

韓王の妹。
- 鍾萍：セシリア・イップ

王禅の母。

## 放送リスト
| 第1話 | 兵法の子             | 2021年7月27日放送 | 年 月 日 |
| --- | -------------------- | ----------------- | -------- |
| 中国・戦国時代。群雄割拠の乱世に、奴隷解放の変法を推し進め、民に慕われた偉才がいた。名は魏国宰相・王錯。変法を憎む王侯貴族らに殺され、一族も虐殺されたが、 赤子だった遺児・王禅だけが侍女・鍾萍に救われ生き延びた。追っ手を逃れ、母と子として流れ者の暮らしを送りながらも、鍾萍は王錯から託された兵法書を、幼い王禅に学ばせることを怠らなかった。 だが逃亡から 10年目、今なお遺児と兵法書を追い求める刈首営の魔手が、2人に迫る。                  |                      |                   |          |
| 第2話 | 悪たれ才子           | 2021年7月28日放送 | 年 月 日 |
| 亡き父の友・史太皓とその仲間たちに救われた王禅は、鍾萍を失い、魏の都・大梁で史を父として育つことになる。十数年が経ち、学堂を主宰する史のもとで、王禅は不遜で勝手気ままな才子に成長していた。 兄として、史の娘・姮娥の見合い相手を探すことになった王禅は、縁談を潰してほしいという姮娥の頼みを受け、それぞれに一癖ある3人の若君に白羽の矢を立てる。 その頃、魏王は絹工芸を国の産業の柱と決め、国策を支える賢能の士を招こうとしていた。             |                      |                   |          |
| 第3話 | 生糸の攻防           | 2021年7月29日放送 | 年 月 日 |
| 天下の覇を狙う楚王は、魏が絹工芸を国策産業に据えたと知り、生糸の品薄を装って魏を窮地に陥れる策に。魏の商人たちは、楚の価格吊り上げに翻弄される。 だが王禅は、かねてから学堂を抜け出しては楚の駅館に潜み、策略の陰に魏の重臣・嘯公の裏切りがあることをつかんでいた。証拠を得た王禅は嘯公を逆に駒とし、生糸の値決め権を鮮やかに奪還する。 この逆転劇は楚王を怒らせ、魏王は宴の席で新たな奸計に直面するが…                                           |                      |                   |          |
| 第4話 | 策謀の狩り           | 2021年7月30日放送 | 年 月 日 |
| 王禅と姮娥は目隠し弓で見事勝利し、奴隷たちの命と魏の面目を守った。その功により、王禅は魏王に随行し、周の天子の狩りに参加。ところが狩場に放たれた獲物は、救われた奴隷たちだった。 気弱な天子を侮る楚王は、諸侯に人間狩りを強要する。この時、天子の護衛は、周に潜入し将軍に収まっていた刈首営首領・姫呈。史太皓は、王禅が着実に積み上げてきた策略に気づく。 一方、奴隷の中には、かつて幼い王禅の救出に加わった子布がいた。                          |                      |                   |          |
| 第5話 | 誹謗の木             | 2021年8月2日放送  | 年 月 日 |
| 魏王は周の天子の命令に従い、国外不出の絹の精錬法を六国の諸侯に伝授した。だが楚王は約束を覆し、魏の絹製品の価格を引き下げさせる一方で楚の生糸価格を数倍に。 この屈辱的な交易条件を飲まされた魏王に、学堂の若者たちは反発する。王禅は楚の生糸馬車の大梁入りを阻み、皆を扇動して荷を襲撃。 史太皓が尊厳を投げ出して場を収めたことに義憤を抑えきれず、「誹謗の木」に痛烈な魏王批判を書きつける。                                                      |                      |                   |          |
| 第6話 | 天蚕計画と妖しき姫君 | 2021年8月3日放送  | 年 月 日 |
| 「誹謗の木」に痛烈な魏王批判を書いた王禅は夜、刈首営の刺客に襲われる。刺客から逃げる王禅を助けたのは史太皓で、そのまま王禅を小さな建物に連れて行く。 そこに現れたのはなんと魏王であった。魏王はそこで蚕を飼育するとともに王禅の父、王錯をひっそりと弔っていたのだ。魏王はかつて王錯に受けた恩や胸に抱く壮大な計画を王禅に語る。 一方、韓の今淑公主が魏に届く予定の生糸を横取りする。今淑公主のもとを訪れた王禅の運命は…。                         |                      |                   |          |
| 第7話 | 敵の正体             | 2021年8月4日放送  | 年 月 日 |
| 刈首営の首領・姫元伯の正体は、王禅の学友・建于だった。素性を偽り、学堂で王禅と共に過ごしながら、王禅の兵法書を虎視眈々と狙っていたのだ。 一方、今淑公主との賭けに負け、しこたま酒を飲まされた王禅は、翌日、再び公主のもとを訪れる。横取りされた生糸を取り返すため、格闘技での再戦を挑むが、またしても返り討ちに遭う。 公主に翻弄される王禅を見かねた姮娥は、公主を欺き生糸を取り返すための一手を打つ。                                            |                      |                   |          |
| 第8話 | 諸侯らの思惑         | 2021年8月5日放送  | 年 月 日 |
| 史太皓らは刈首営の調査を続ける中でその名の由来に気づく。それは神話の登場人物、刑天が首を刈られても執念で帝の命を狙い続けたという伝説に由来するものであった。 一方、周の天子が諸侯を連れ狩りに出かけている間に、周の王鼎が雷に打たれ引き裂かれる。卜占では周の崩壊を暗示する凶兆と出て周は不安に包まれる。 そんな中、狩場では楚王らが天子の毒殺を図るが、失敗に終わる。楚王が次の一手を打つ前に兵力を強化したい魏王を助けるために奔走する王禅は…。 |                      |                   |          |
| 第9話 | 会盟前夜             | 2021年8月6日放送  | 年 月 日 |
| 楚王の主催による会盟が数日後に迫っていた。覇権を握ろうとする楚王の思惑を知る各国の諸侯たちは、自国の存亡を賭け、互いに腹を探り合い、駆け引きを繰り広げる。 予め兵を配備して戦に備えようと考えた魏王は、まだ知らされていない会盟の開催地を予測するが、情報は得られたものの決め手に欠け、決断できずにいた。 そんな中、王禅が独自の思考法に基づき「楚王の心を読む」と言い出し、意外な視点から開催地を予測する。                                      |                      |                   |          |
| 第10話 | 天子の権杖           | 2021年8月9日放送  | 年 月 日 |
| ついに始まった葵丘の会盟。楚王は自分の勝利は確実だと考え、悠々と遅れてきた魏王を責める。そしてそれに追随する韓王と趙王であったが、趙王は突然の知らせに顔を真っ青にする。 それは趙の都が魏軍に包囲されたという知らせであり、ここから魏王の容赦ない反撃が始まる。その後ろにはもちろん魏王を知恵で助ける王禅の姿があった。 自国の存亡を賭け繰り広げられる駆け引きを制し、権杖を手に入れるのは一体誰なのか…。                                         |                      |                   |          |
| 第11話 | 忘れ得ぬ私怨         | 2021年8月10日放送 | 年 月 日 |
| 葵丘の会盟で見事に勝利を収めた魏王であったが、刈首営の黒幕、姫元伯の正体をつかむことはできなかった。 そして、得体の知れぬ敵が実は近くに潜んでおり、自分たちの行動はすべて見透かされているのではないかという疑いを持ち始める。 一方、史太皓は王禅に、魏王を支えるために仕官することがお前の宿命なのだと説き、男女の情は志を揺るがすからと、姮娥を突き放し恋心を捨てるよう命じる。仕官については即座に反発した王禅だったが…。                       |                      |                   |          |
| 第12話 | いざ、立たん         | 2021年8月11日放送 | 年 月 日 |
| 刈首営に捕らわれていた子布は拷問に耐えかね、兵法書が沼沚の地に隠されていることを白状してしまう。ついに情報を得た刈首営は兵法書を入手すべく行動を始めるが、それは史太皓による計画の一環だった。 まもなく史太皓の屋敷に刈首営が襲撃するも、待ち伏せていた配下たちがそれを撃退。屋敷の周辺には長年、王禅と兵法書を守るために多くの義士が潜んでいたのだ。 史太皓は王禅を「若き主」と呼び、今こそ立ち上がるべき時だと奮起を促す。                      |                      |                   |          |
| 第13話 | 待ち受ける試練       | 2021年8月12日放送 | 年 月 日 |
| 決起の時を待っていた義士たちには、かつて、それぞれに王錯に助けられた恩があった。 いざ姫呈を討たんと沼沚へ向かう一行であったが、姫呈が子布を連れ塩城に向かったとの知らせが入り、急遽、計画を変更して王禅たちも塩城へ。そして楽楓が１人、兵法書を守るために沼沚へ向かうことになった。 塩城では、子布が市中の柱に縛りつけられ、いたぶられていた。その姿を見て動揺を隠せぬ王禅らと、出直すべきだと言う史太皓との間に亀裂が生じる。                    |                      |                   |          |
| 第14話 | 修羅の道             | 2021年8月13日放送 | 年 月 日 |
| 史太皓の裏切りにより、王禅は仲間もろとも姫呈に捕らわれてしまう。姫元伯に迫るための策だと考えた王禅は、育ての父への信頼を捨ててはいなかった。 屈する気配のない王禅に対し、姫元伯は史太皓への信頼を打ち砕く一計を案じる。一方、史太皓は刈首営の結束にくさびを打ち込むべく、姫呈を相手に、天子の座への野心をあおる。 兵法書の在り処を教える見返りに、周の皇宮にある泮宮の司史の職を要求した史太皓に姫呈は、仲間たちを殺して忠誠を示せと…。           |                      |                   |          |
| 第15話 | 傷心の義士たち       | 2021年8月16日放送 | 年 月 日 |
| 史太皓の非道な行いによって、恨みの言葉を吐きながら次々と命を落としていく義士たち。信じ続けていた王禅は絶望して命を絶とうとするが、それを必死に阻止したのは建于だった。 見事に悪役を演じきり、その惨状を目撃した娘をも偽りながら、史太皓は泮宮の司史の職につく。そして、どこかに保管されている兵法書の一部を探し始めるのだった。 そんな中、史太皓らの動向と安否を心配する魏王のもとを今淑公主が訪れ、王禅の行方を尋ねるのだが…。                   |                      |                   |          |
| 第16話 | 父子の決別           | 2021年8月17日放送 | 年 月 日 |
| 姫呈の配下から王禅が自分を呼んでいると聞き、周にやってきた今淑公主。「愛してる」と告げる王禅に求められるまま、体を許す。 １つ目の希望を叶えた王禅が、兵法書を求める姫呈に出した新たな引き換え条件は、史太皓との決闘だった。自らの手で裏切り者を殺したいという王禅の真意を測りかねながらも、姫元伯はそれを許可する。 用意された決闘の場で、互いに剣を向け合う史太皓と王禅。父と子の、血で血を洗う壮絶な戦いが始まった…。                           |                      |                   |          |
| 第17話 | 虹羽の導き           | 2021年8月18日放送 | 年 月 日 |
| 史太皓と決着をつけられずに絶望する王禅。そんな彼をいたわるふりをして建于が尋ねたのは“虹羽”のことだった。これにより、王禅は一瞬にして建于が姫元伯であることを見抜く。 建于は子布がしかけた罠にまんまとはまったのだ。親友の裏切りを悲しむ暇もなく、王禅は建于を追いつめるために酒を飲ませてくれと姫呈に要求する。 一方、史太皓は周の皇宮に長年潜ませていた田青の知恵を借り、兵法書を探すべく泮宮の密室への入り口を探す。                            |                      |                   |          |
| 第18話 | 永遠の別れ           | 2021年8月19日放送 | 年 月 日 |
| 捕らえた建于とともに姿を現した王禅から真実を聞いた史太皓は、衝撃を受けつつも、姫元伯の正体を暴いた王禅を賞賛。泮宮で兵法書を見つけることが任務だったことを打ち明け、完全にそろった兵法書を王禅に渡す。 その不意を突いた建于の攻撃により深手を負った史太皓は、王禅に「やがて時代を動かす人物になる」と言い残して絶命する。 王禅は、拘束した建于の額に奴隷の印を刻んで置き去りにし、再び仲間たちと合流して塩城への脱出を図る。                      |                      |                   |          |
| 第19話 | 杖なき道の始まり     | 2021年8月20日放送 | 年 月 日 |
| 塩城に着いた王禅が仇討ちの場に選んだのは、幼い頃に母を失った因縁の牢獄だった。姫呈との決闘を制して牢獄に火矢を放ち、駆け付けた姫元伯の目の前で、兵法書もろとも姫呈を炎に包む。 仇と兵法書と師の史太皓という、これまで王禅を動かし導いてきたものが、すべて世から失われた。一方、周の朝廷では守旧派貴族たちが、姫呈の葬儀を王族待遇で行うよう天子に迫る。 居合わせた魏王は、守旧派寄りを明確にした天子との溝を悟るのだった。                        |                      |                   |          |
| 第20話 | 虎賁将軍             | 2021年8月23日放送 | 年 月 日 |
| 周都では姫呈亡きあと、天子の身辺守護をする新しい虎賁将軍を決めるべきだとの声が高まっていた。天意に従うとする天子の意向で卜占が行われた結果、示された人物は、よりによって姫元伯であった。 無名の若者の就任に反発する大臣らを納得させるため、天子は武芸の腕比べを命じる。一方、姫元伯は「智児」と名付けた奴隷の女をそばに置くことに。 また、魏王の姉であり周の王后の雯は、かつて天子が愛した侍女とその息子の行方を捜していた。                      |                      |                   |          |
| 第21話 | 雷に打たれても       | 2021年8月24日放送 | 年 月 日 |
| 自分を娶るよう迫る今淑を王禅は拒絶。「王禅とは二度と会わない」という姮娥の天への誓いを知った王禅は、愛を捨てきれず苦悩する姮娥のもとへ行き、「どんな責め苦を受けようと一生そばにいる」と愛を告げる。 ２人の密かな愛が初めて通じ合った瞬間だった。一方、会盟での敗北から再起を目指す楚も、魏と同様、変法による富国強兵を進めようと試みる。 周の天子は魏の変法を阻止しようと、姫元伯を魏へ送り込む。                                                |                      |                   |          |
| 第22話 | 親友の赦し           | 2021年8月25日放送 | 年 月 日 |
| 変法を阻止しようと魏へやってきた姫元伯は、嘯公を利用し魏王と２人で会おうと試みる。そして、魏王に覇者となりたいなら忍耐強さだけではだめだとたきつける。 そんな中、燕と趙、韓の三国から、魏に人質として使者が訪れる。魏王は姫元伯も列席させ、自ら人質として苦しんだ過去を語る。 一方、姮娥は悲しみの中にいる許弋を救おうとするが、史太皓に両親を殺された恨みから、許弋は姮娥に冷たく接するのだった。                                                |                      |                   |          |
| 第23話 | 宰相選抜             | 2021年8月26日放送 | 年 月 日 |
| 王禅を宰相にと望む魏王に対し、姫元伯は諸国の賢才を集めて競わせるべきだと主張。魏王に公募を承諾させる一方で、王禅が選ばれないよう入念な裏工作を整える。選抜当日、居並ぶ諸子百家の論戦が始まった。 盲人を装い、灯火を掲げてふらりと割って入った王禅は、盲者が明かりを持つ意味を説き、各派を論破。周王の使いとして姫元伯が立ち合う中で、旧来の秩序を根底から覆す新法を提唱する。 その裏には魏王と王禅の秘められた策があった。                        |                      |                   |          |
| 第24話 | 重臣の誅殺           | 2021年8月27日放送 | 年 月 日 |
| 状況を打開するため、魏王は変法に反対する励公らを宴席に招く。 わざとみすぼらしい服装で現れた励公は、国のために自らの全財産を献上すると申し出、さらに、恩情に訴えて魏王の考えを改めさせようと、権力と財力により魏王を支えた過去を切々と語り始めた。 励公に追従する貴族たちも、そろって新法の破棄と王禅の排除を訴える。だが王禅は、励公が財産を隠し持っていることを突き止めていた。王剣を手に立ち上がる王禅は…。                                     |                      |                   |          |
| 第25話 | 兄妹の衝突           | 2021年8月30日放送 | 年 月 日 |
| 恩人である励公が殺されたことで、魏王は王禅と会うことを拒否し続けていた。落胆する王禅を案じた姮娥は魏王のもとを訪れ、志を忘れぬようにと魏王を鼓舞。 そのおかげで魏王は王禅を受け入れ、２人は変法への意気込みを新たにする。 一方、韓王は会盟の際に韓を裏切った内通者の調査を命じていたが、その黒幕が今淑であったとの情報を得て、妹との溝を深めていくのだった。                                                                                      |                      |                   |          |
| 第26話 | 太子の悲劇           | 2021年8月31日放送 | 年 月 日 |
| 今淑への憎しみを募らせていく韓王。同盟を結びに魏へ赴くという今淑の決意を聞き、韓王の胸中に暗い企みが芽生える。その頃、周の天子のもとには、魏の新法がついに発布されるとの報が届いていた。 天子は旧来の秩序を死守すべく、姫元伯を魏へ送り込む。姫元伯は守旧派の嘯公に、王禅と魏王の絆を揺さぶる策を伝授。その駒として魏の太子が遊学から呼び戻された。 太子は新法発布の場に現れ、王禅と真っ向から対立する。                                          |                      |                   |          |
| 第27話 | 情けなき罠           | 2021年9月1日放送  | 年 月 日 |
| 魏の太子は嘯公にそそのかされ変法に反対し自害する。息子を失った魏王と王禅との間にはわだかまりが生まれたものの、変法への熱き思いを語り合い、改めて絆を深める。 しかし姫元伯と嘯公は攻撃の手を緩めることなく、魏王と王禅の仲に亀裂を乗じさせるための次の標的として許弋に狙いを定め、嘯公は息子の西和を許弋の店に送り込む。 一方、楚でも呉起による変法の勢いが加速し新たな動乱が始まろうとしていた。                                                  |                      |                   |          |
| 第28話 | 最後の大芝居         | 2021年9月2日放送  | 年 月 日 |
| 店に乗り込んできた西和を、誤って殺めてしまった許弋。魏王は、許弋に極刑を科すことで新法の公正さが証明され、変法への抵抗も弱まると、王禅を説得する。決断に迷った王禅は獄中の許弋のもとへ。 許弋は、自分を死罪にして国のためにその命を役立てるよう王禅に訴える。王禅は許弋に死罪の判決を下すが、陰では密かに許弋の命を救う手はずを整えていた。 処刑の日、絞首台に上った許弋は、最後の大芝居を打つ。                                                  |                      |                   |          |
| 第29話 | 2つの変法            | 2021年9月3日放送  | 年 月 日 |
| 息子を弔う嘯公のもとを訪れた姫元伯。西和の死には自分が一枚噛んでいたことをほのめかす。一方の王禅は、許弋の命を救えなかったことを姮娥から激しく責められてしまう。 王禅は魏の変法が行き詰まったことを痛感、許弋の墓前で決断の時が来たことを告げる。その頃、楚では呉起が一命を取り留め、変法を編纂するよう楚王に進言していた。 呉起の動きを知った王禅は、楚の変法を阻むため魏王に宰相の職を解くよう申し入れる。                                      |                      |                   |          |
| 第30話 | 賢夫人               | 2021年9月6日放送  | 年 月 日 |
| 新たな陰謀を抱え魏王のもとを訪れた今淑公主。今淑は魏王を誘惑して同盟を結び、魏と連携して楚に立ち向かおうと考えていたが、王禅に一蹴される。 一方の王禅は呉起を殺すため、魏王との確執を装い楚に寝返るふりをする作戦を今淑に話す。だが今度は今淑が王禅の計画の弱点を指摘し、姮娥を利用したある策を提案する。 思いが通じ合った王禅と姮娥は、またも過酷な運命の渦に巻き込まれようとしていた。                                                          |                      |                   |          |
| 第31話 | 偽りの別離           | 2021年9月7日放送  | 年 月 日 |
| 王宮に参内し賢夫人に封じられた姮娥。必死で止めようとする王禅に対し、姮娥は芝居を完璧なものとするため自ら右手を斬る。 王宮を去るしかなかった王禅は、姮娥を巻き込んだ今淑を激しく責め、楚への道中 毒蛇にかまれ瀕死となった今淑に毒を飲ませる荒療治を行うのだった。 王禅は魏から追われる身となっており、魏王との反目の知らせは各国にも伝わっていた。姫元伯は自然すぎるこの状況に違和感を覚える。                                                     |                      |                   |          |
| 第32話 | 引き裂かれた心       | 2021年9月8日放送  | 年 月 日 |
| 姮娥は楚の使者の前で、父や仲間を死に追いやった王禅を悪し様に罵ってみせる。王禅の身の安全を思えばこその、悲しい芝居だった。 王禅への断ち切れぬ想いと自由にならない体への苛立ちで泣き叫ぶ姮娥を、魏王は優しく受け止め、慰める。一方の王禅もまた、姮娥への想いに苦しんでいた。 今淑に誘われ、村の婚礼に参加した王禅は、酔った勢いで新郎新婦に「永遠の愛などバカげている」と心ない言葉を投げつけるのだった。                                          |                      |                   |          |
| 第33話 | 狼たちの始動         | 2021年9月9日放送  | 年 月 日 |
| 今淑は視力を取り戻し、王禅と共に楚の攻略に復帰することに。絆を深めた2人だったが、王禅は呉起、今淑は楚の太子を標的とし、それぞれ単独で斬り込みへと動く。 王禅は奴隷市場で騒ぎを起こし、計略通り呉起のもとへ連行されることに成功。対峙する仮面の男との一触即発の会話から、その正体を看破する。 一方、今淑はその魅力を駆使し、楚の太子と虚々実々の駆け引きへ。太子から、父である楚王を殺してほしいとの言葉を引き出す。                               |                      |                   |          |
| 第34話 | 哀しみの太鼓         | 2021年9月10日放送 | 年 月 日 |
| 呉起を討つため楚の太子に接近する王禅。訝しむ太子に王禅は “3日後に呉起は母親の命日で墓参りに訪れる”という情報を伝え、太子に呉起を討たせようと謀る。 一方、周の太子、宏は、手加減せずに武芸を指南した姫元伯を、その正体も知らずに兄のように慕う。 王后は宏と姫元伯を召し、2人の目の前で、姫元伯の亡き母の皮で作られた太鼓にハサミを入れ、姫元伯を威嚇するのだった。                                                                                 |                      |                   |          |
| 第35話 | 懐柔の第一歩         | 2021年9月13日放送 | 年 月 日 |
| 王禅より情報を得た楚の太子は、母親の墓参りに訪れた呉起を暗殺すべく刺客を放つ。だが逆に、王禅から知らせを受けた呉起の伏兵に反撃され刺客たちは全滅、窮地に立たされる。 呉起は参謀を遣わし、太子に変法を認めるよう迫るが、姫元伯が姫氏を引き連れて太子を支持、呉起と王禅に公然と敵対する。 一方 呉起の信頼を得るため、王禅は同じく呉起の命を狙う魏王の回し者 鐘僷を殺害、呉起の懐へと入っていくが…。                                                 |                      |                   |          |
| 第36話 | 楚王への忠誠         | 2021年9月14日放送 | 年 月 日 |
| 呉起と王禅、楚の太子と姫元伯、そして今淑公主が楚の王宮に集い、楚王に謁見。呉起の推挙を受けた王禅は、楚の軍事上の弱点を指摘することで自らの有用性を訴え、楚王への帰順を誓う。 一方の姫元伯も、天子の意向として楚王への忠心を示す。葵丘の会盟の屈辱が忘れられず猜疑心を強める楚王は、王禅と姫元伯の忠心を試すかのように2人を鞭で打ち据える。 そして今淑は、韓からの献上品としてその身を捧げたいと楚王に申し出る。                                   |                      |                   |          |
| 第37話 | 女たちの覚悟         | 2021年9月15日放送 | 年 月 日 |
| それぞれの思惑が楚で交錯する中、呉起より魏に鐘僷の骸が届けられる。王禅が鐘僷を殺したという話を聞き、魏王は王禅への猜疑心を強くする。 そして王禅ばかりを想い、一向に自分に振り向こうとしない姮娥を手に入れようと襲いかかった。だが姮娥は「体は手に入れられても心は永遠に王禅のものだ」と言い放ち父と許弋の眠る墓へ向かう。 一方、残忍な楚王に接近しようと試みる今淑だったが…。                                                                     |                      |                   |          |
| 第38話 | 王禅の訃報           | 2021年9月16日放送 | 年 月 日 |
| 呉起を尾行していた王禅は、呉起が密かに訪れていた祈祷師に扮し呉起を殺害する。呉起に近づきながらすぐに手を下さなかったのは、呉起に成り代わって楚で己の変法を実現するためだった。 呉起が襲われたと聞いた姫元伯は呉起の屋敷を訪れ、仮面の下は王禅ではないかと疑い、素顔を見せてほしいと迫る。一方、王禅の死の知らせは姮娥や今淑のもとにも届いていた。 今淑は呉起への復讐を、姮娥は王禅の骸の引き取りを誓うのだった。                                  |                      |                   |          |
| 第39話 | 仮面越しの再会       | 2021年9月17日放送 | 年 月 日 |
| 王禅の名誉を回復して遺体を魏に迎えると決意した姮娥は、喪服で朝議の場へ。魏王の制止も聞かず、王禅の出奔が変法のための策であったことを、廷臣たちに暴露する。 自らに対する敬意を欠いた態度をさらされた魏王は、楚へ赴く姮娥を捨て駒として扱う腹を固めた。一方、今淑は呉起の命を狙うが、姫元伯が阻止。 酔って暴れる今淑を保護し、国のために役立つしかない運命だと語る。そして、女たちは危険な決断へと踏み出した…。                                     |                      |                   |          |
| 第40話 | 絶体絶命             | 2021年9月20日放送 | 年 月 日 |
| 呉起を殺して王禅の仇を討とうと企む今淑と姮娥。今淑がひとり、隙を狙って呉起に襲いかかると、仮面の下から語りかけてきたのは王禅だった。 今淑は、呉起との談話に同席した姮娥に暗殺の中止を伝えようとするが、上手く伝わらない。 その場に、王禅の成りすましを暴こうとする姫元伯も現れ、姮娥が魏王に乱暴された話や夢の話をして王禅を挑発。さらに手下を使って騒ぎを起こし、呉起が兵権を失うように仕向けるのだった。                                        |                      |                   |          |
| 第41話 | 動乱の予感           | 2021年9月21日放送 | 年 月 日 |
| 智児は、虐待されていた奴隷の親子のために思わず容赦を願い出たため貴族にさらわれそうに。呉起が仲裁に入ったのを見た姫元伯は、その仮面の下は王禅だと確信。 王禅は、呉起が存在すれば楚は混乱し続けると説き、望む方向が同じであることを知った姫元伯も呉起の正体を暴かずにいると告げる。 事実、呉起と貴族の対立は激化。貴族側は変法を支持する条件として軍を都の外へ移動するよう迫るが、なんと呉起はすんなりと快諾し…。                                   |                      |                   |          |
| 第42話 | 民の怒り             | 2021年9月22日放送 | 年 月 日 |
| 軍の不在に乗じ、貴族の一党が呉起を討ち取ろうと屋敷を襲うが、残っていた一部の兵士らによって返り討ちに遭う。 その頃、牢が破られ、囚われていた無数の奴隷たちが一斉に町へとなだれ込み、貴族をやみくもに襲い始めた。 抑圧され、搾取され続けた民の怒りがついに火を噴き、楚都は殺戮と混乱の渦に飲まれていくのだった。楚王に呼ばれて参内した王禅は、顔を覆っていた面を取り、一連の計画の真意と自らの信念を語り始める。                                    |                      |                   |          |
| 第43話 | 自由を手に           | 2021年9月23日放送 | 年 月 日 |
| 王禅のもとに楚王から新法発布を許可する知らせが届く。翌日、呉起の姿をした王禅は、貴族の襲撃をかいくぐり大勢の民が押し寄せる城門へと上がった。 歓喜に沸く民と共に自由を叫ぶ王禅。一方、姫元伯は、愛する智児の奴隷籍を抜いて自由の身を授けた。喜ぶ智児が姫元伯の前に連れてきたのは、将来を誓った仲だという奴隷の男だった。 一方、今淑は王禅が楚王に捕らわれたと知り、姮娥を魏へ送り返して王禅を救おうとするが…。                                     |                      |                   |          |
| 第44話 | 愛と惨劇の選択       | 2021年9月24日放送 | 年 月 日 |
| 今淑と姮娥を捕らえた楚王は、2人を広間の死角に縛りつけ、何も知らぬ王禅を呼びつけた。「どちらか1人と共に解放してやる」と選択を強要する楚王。 王禅は2人がそこにいるとは知らぬまま知恵で両方を救おうとするが、譲らぬ楚王に追い詰められ、ついに一方の名を口にする。 解放され、並んで馬を走らせていた王禅だったが、もう1人を救おうと単身、楚王宮へと馬首を返す。その頃、楚王は残された女におぞましい仕打ちを…。                                         |                      |                   |          |
| 第45話 | 英雄か罪人か         | 2021年9月27日放送 | 年 月 日 |
| 楚王の死により、天下の構図が大きく変わろうとしていた。楚王を殺した罪で捕らわれた王禅に、姫元伯は裁きを民に委ねようと提案する。 王禅がすべてを犠牲にして自由を与えた奴隷たちに、王禅の命と飢えぬ暮らしのどちらが大事かを選ばせようと言うのだ。 翌日、姫元伯は王禅を処刑台に上げてその罪を糾弾し、秩序も階級も失われた「自由な世」の弊害を民に訴える。王禅は英雄か罪人か。民が下した審判とは…。                                                     |                      |                   |          |
| 第46話 | 今淑の帰還           | 2021年9月28日放送 | 年 月 日 |
| 韓に戻った今淑は王禅への恨みを晴らすため姫元伯と手を組むことを決意し、王権を行使するべく兄である韓王を追い詰めていく。 一方、姫元伯は周へ連れ帰った王禅に泮宮で自分の思いや理想を語り、王禅を処刑しようとするが、公子臧らが危機一髪で王禅を救う。 そんな中、魏では魏王が天子の座を手に入れんと権力欲に溺れ、奴隷の身分となった姮娥は1人、屈辱に耐え続けていた。                                                                                   |                      |                   |          |
| 第47話 | 禅譲の寄せ餌         | 2021年9月29日放送 | 年 月 日 |
| 情人を殺され復讐を企む智児の心は姫元伯に読まれていた。一方、楚王の死により魏王の台頭を肌で感じた周の天子は、王鼎を魏王に下賜すると天下に告げ、魏王を周都へと招く策を考える。 だが、その知らせが罠だと察知した魏王は応じようとはしない。警戒する相手の興味を引くべく、天子は大勝負に打って出る。重病を装い太子の宏に譲位すると告げたのだ。 それを聞いた王后は喜ぶどころか、漠然とした不安と恐怖を覚えるのだった。                                  |                      |                   |          |
| 第48話 | 魏王の欲望           | 2021年9月30日放送 | 年 月 日 |
| 魏王は権力への欲を深め、禅譲と王鼎の下賜の儀を魏の大梁で執り行うよう周の天子に書簡を送る。その頃、魏王の姉である周の王后は、夫の愛を確かめるべく問いかけていた。 だが天子の答えは「一度も愛したことはない」。姫元伯は王后を泮宮に呼び出し、自らの母親と王后との違いを話し始める。 奴隷として大梁に連れ戻された姮娥は競売で嘯公に買われるも、その直後、嘯公は姮娥を奴隷商人に与える。そんな姮娥を姚子英が救うが…。                                 |                      |                   |          |
| 第49話 | 生涯の契り           | 2021年10月1日放送 | 年 月 日 |
| 妹に王の座を奪われまいとする韓王は殺害計画を立てる。今淑を宴席に招き、毒を塗った杯で酒を飲ませようというのだ。しかし当日、宴席に招かれたのは韓王だった。 そこは兄妹にとって幼い頃の思い出の場所。今淑は、父である先王に折檻された時、韓王が優しく手当てしてくれた話を始める。 そして、兄妹は向き合って杯を交わすのだった。一方、周を脱出し、ようやく魏に戻った王禅の足は、おのずと自分が育った学堂に向かう。                                      |                      |                   |          |
| 第50話 | 王鼎、魏の地へ       | 2021年10月4日放送 | 年 月 日 |
| 魏で行われる王鼎の下賜と禅譲の儀を前に、今淑や楚王といった各国の諸侯はそれぞれ思惑を抱きながら周の天子の動きに注視していた。 その頃、姮娥と再会した王禅は、余生を共に過ごすと姮娥に告げて魏を出立するものの、密かに田青や孫吉たち同志と集結し、ある行動に打って出ようとしていた。 そしていよいよ周の天子は姫元伯、王后と太子を従えて魏に到着。魏王は周の天子を大殿に迎え入れ、天子の王冠を手にするが…。                                           |                      |                   |          |
| 第51話 | 歴史を刻む者         | 2021年10月5日放送 | 年 月 日 |
| 魏の王宮で続く、魏王と天子の謀略の応酬。天子側の何重もの策に追い詰められた魏王は、甥でもある周の太子の命を盾に取り、天子との取引を試みるが…。 一方、変法の同志たちと合流した王禅にとって、魏王と天子がしのぎを削るこの夜の展開は、自らの筋書き通りだった。 新たな時代を勝ち取るべく、深く潜行して布陣を整えてきた王禅たちに、始動の時が訪れる。王禅は姮娥と２人きりで素朴な婚礼を挙げ、その足で決戦へと向かう。                                   |                      |                   |          |
| 第52話 | 鬼谷子               | 2021年10月6日放送 | 年 月 日 |
| 魏の王宮で繰り広げられる戦いを知略で制した王禅。追い詰められた周の天子と姫元伯は周都へ逃げ帰る。 １人残された魏王のもとへやってきた王禅は、周辺国の王を全員、大梁で執り行う大典に招くよう魏王に命じる。そして当日、やってきた諸侯らを立ち合い人に仕立て、魏の変法を実現するのだった。 一方、生け捕りにされた今淑は、諸侯らによって刑場へと引き出される。こうして、ついに一つの時代が終わりを告げようとしていた…。                                 |                      |                   |          |